# Figueiredo (Sertã)
Figueiredo is een plaats (freguesia) in de Portugese gemeente Sertã en telt 286 inwoners (2001).